# Luca Evanghelistul
Luca Evangelistul (în ebraică לוקא, alfabetizat: Luka, Louka; în greacă Λουκάς, Loukás) este unul dintre cei patru evangheliști, fiind considerat de către tradiția creștină autorul Evangheliei după Luca și a cărții Faptele Apostolilor. 

## Biografie și tradiție
Era discipol al lui Pavel din Tars, pe care l-ar fi însoțit în călătoriile sale misionare în Asia Mică, Grecia și la Roma. El este menționat în trei din Epistolele lui Pavel, inclusiv în Coloseni unde este numit de apostol „prietenul nostru drag, doctorul”. Cei mai mulți savanți moderni nu acceptă 2 Timotei drept autentic paulină, deci este nesigur din punct de vedere istoric că Luca era companion al lui Pavel (secretarul său). Mai mult, când savanții biblici vorbesc despre Luca drept secretar al lui Pavel, nici măcar nu e clar despre care Luca e vorba: Luca cel istoric, Luca paulin sau de presupusul autor al evangheliei.
El ar proveni din Antiohia (în prezent Turcia) și ar fi murit spre sfârșitul secolului I d.Hr. la vârsta de 84 ani în Teba, Grecia.
În iconografie și în pictura religioasă, Luca apare însoțit de un taur înaripat, unul dintre cei patru hayyot (ebraică: חַיּוֹת ḥayyōṯ), ființe cerești descrise în viziunea profetului Ezechiel despre carul lui Dumnezeu (merkabah, în ebraică: מֶרְכַּב) în Ezechiel 1:5-12, precum și în cartea Apocalipsei 4:7 din Noul Testament, pe care Părinții Bisericii le-au asociat cu fiecare dintre cei patru Evangheliști.
Părinții Bisericii timpurii, precum Ieronim și Eusebiu au afirmat că el este autorul Evangheliei după Luca și al cărții Faptele Apostolilor, acesta fiind punctul de vedere tradițional al creștinismului.
Iustin Martirul a fost primul apologet creștin care a folosit evangheliile sinoptice, atribute după moartea lui (165 d.Hr.) apostolului Matei și ucenicilor Marcu și Luca (Irineu de Lyon, Adversus Haereses, 180 d.Hr.). În Prima apologie (adresată în 155 d.Hr. împăratului roman Antoninus Pius) și în Dialogul cu Trifon (160 d.Hr.), Iustin Martirul menționează „memorii ale apostolilor” (greacă: ἀπομνημονεύματα τῶν ἀποστόλων; transliterare: apomnêmoneúmata tôn apostólôn) și „evanghelii” (greacă: εὐαγγέλιον; transliterare: euangélion), care sunt citite în fiecare duminică (1 Apol. 67.3).
Se pare că Iustin nici măcar nu cunoștea Evanghelia după Ioan.
Un alt scriitor creștin timpuriu, Tertulian, considerat drept „părintele teologiei latine”, scrie în lucrarea sa din 207-208 d.Hr. Adversus Marcionem (Contra lui Marcion): „Așadar, dintre apostoli, Ioan și Matei ne insuflă mai întâi credința; în timp ce ucenicii apostolilor, Luca și Marcu, o reînnoiesc după aceea. Toate acestea încep cu aceleași principii de credință.” (Adversus Marcionem 4.2.2)

### Anonim
Nu există niciun izvor istoric de încredere care să arate că autorul Evangheliei după Luca s-ar fi numit în mod real Luca, evanghelia sa fiind publicată în mod anonim:
„Ceea ce cei mai mulți nu-și dau seama este că titlurile lor au fost adăugate ulterior de creștini din secolul al II-lea, la decenii întregi după ce aceste cărți fuseseră scrise, pentru a putea pretinde că ele au fost scrise de apostoli. De ce ar fi făcut asta creștinii? Amintiți-vă discuția anterioară asupra formării canonului Noului Testament: numai cărțile care erau apostolice puteau fi incluse. Ce trebuia atunci făcut cu evangheliile care erau citite și larg acceptate ca autorități în timp ce fuseseră scrise în mod anonim, cum a fost cazul celor patru evanghelii din Noul Testament? Ele trebuiau asociate cu apostoli pentru a putea fi incluse în canon, așa că le-au fost atașate nume de apostoli.”—Bart D. Ehrman, Truth and Fiction in The Da Vinci Code: A Historian Reveals What We Really Know about Jesus, Mary Magdalene, and Constantine.
Autorul acestei scrieri nu a fost martor la viața lui Isus și nici măcar nu susține că descrie în evanghelie evenimente la care ar fi fost martor:
„Ele nu pretind că ar fi fost scrise de martori la viața lui Isus, iar istoricii au recunoscut de mult că ele au fost produse de creștini din a doua sau a treia generație, trăind în alte țări decât Isus (și Iuda), vorbind o limbă diferită (greacă în loc de aramaică), trăind în circumstanțe diferite și adresându-se unui public diferit.”—Bart D. Ehrman, The lost Gospel of Judas Iscariot: a new look at betrayer and betrayed.
De asemenea, acest anonim (autorul evangheliei) nu pare să cunoască epistolele pauline și se pare că nu l-a cunoscut pe apostolul Pavel.
Atât teologia evangheliei plus Faptele Apostolilor, cât și narațiunea istorică din ele sunt incompatibile cu scrisorile lui Pavel.
La facultatea de teologie a Universității Yale se predă că evangheliile din Noul Testament sunt anonime. Lucru pe care Biblia oficială a catolicilor din SUA nu îl neagă.

### Identitatea autorului

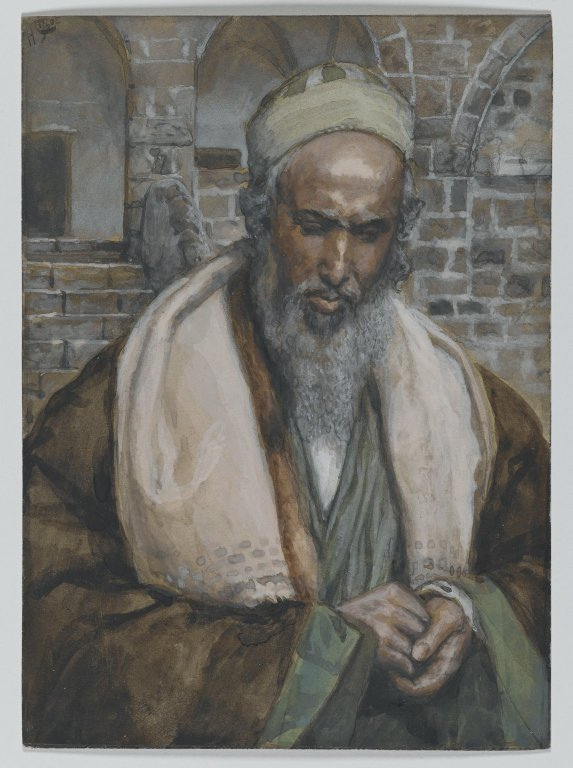
James Tissot - Sfântul Luca (Saint Luc) - Brooklyn Museum

Luca s-a născut în Antiohia pe Orontes un oraș elenistic din provincia romană Siria (în prezent în Turcia), se știe că nu era iudeu, și a fost chemat când Pavel s-a separat de cei circumciși (tăiați împrejur) (Coloseni 4:14; Faptele Apostolilor 28:28-29), în afară de acestea este un om de educație elenă și cu profesia de doctor. Poate că a fost legat și de diaconul "Nicolae, prozelit din Antiohia" (Fapte 6:5). 
El a devenit creștin (ucenic) datorită apostolului Pavel, pe care îl însoțește în timpul misiunii sale inițiale în Grecia – din Troada până în orasul Philippi din Macedonia (cca. 51 d.Hr.) după cum indică relatarea din Faptele Apostolilor (16:8-12). Luca a făcut multe călătorii împreună cu Pavel în misiunile sale de evanghelizare, deoarece apostolul era suferind (Galateni 6:11) și putea avea nevoie de ajutorul lui Luca în călătoriile sale.
Luca se află alături de Pavel și în ultima sa călătorie misionară la Ierusalim (c. 58 d.Hr. - Faptele Apostolilor 20:5). După arestarea lui Pavel în acel oraș și în timpul detenției sale prelungite în Cezareea Maritima din apropiere, se presupune că Luca ar fi petrecut mai mult timp în Palestina. Tovarăș loial al apostolului, Luca rămâne cu Pavel și când acesta este întemnițat la Roma, în jurul anului 61 d.Hr.: „Te îmbrățișează Epafras, cel închis împreună cu mine pentru Hristos Iisus, Marcu, Aristarh, Dimas, Luca cei împreună-lucrători cu mine." (Epistola către Filimon 1:23-24). Și după ce toți ceilalți îl părăsesc pe Pavel în închisoarea și suferințele sale finale, Luca este cel care rămâne cu Pavel până la sfârșit: „Numai Luca este cu mine” (2 Timotei 4:11). Cei mai mulți savanți moderni nu acceptă 2 Timotei drept autentic paulină.
Cea mai timpurie menționare a lui a fost făcută de apostolul Pavel în Epistola către Filimon, versetul 24. El mai este menționat în Coloseni 4:14 și 2 Timotei 4:11, două scrisori atribuite tradițional-dogmatic lui Pavel. 

Următorarea menționare timpurie a lui Luca este în Prologul Anti-Marcionism al Evangheliei după Luca, un document despre care se credea că datează din secolul II, dar care a fost mai nou datat din secolul IV. Helmut Koester, totuși, revendică că următoarea unică parte păstrată în greaca originală putea fi compusă doar la capătul secolului II:
„Luca, un nativ din Antioh, de profesie doctor. El a devenit un ucenic al apostolului Pavel și apoi l-a urmat pe Pavel până la martiriul lui Pavel. A servit Domnului în mod continu, necăsătorit și fără copii, umplut cu Sfântul Spirit el a murit la vârsta de 84 ani. (p. 335)”
Epifaniu afirmă că Luca a fost unul dintre Cei Șaptezeci (Panarion 51.11), iar Ioan Gură de Aur indică la un punct că "fratele" menționat de Pavel în 2 Corinteni 8:18 este fie Luca, fie Barnaba. J. Wenham afirmă că Luca era "unul din cei Șaptezeci,  Emmaus discipol, Luciu de Cirene și rudenia lui Pavel." Nu toți cărturarii sunt așa de încrezători de toate aceste atribute cum este Wenham, mai ales pentru propria declarație a lui Luca la începul Evangheliei după Luca (Luca 1:1–4) în care admite liber că nu este un martor ocular al evenimentelor scrise în Evanghelie. Potrivit tradiției, el a fost parte a celor Șaptezeci de ucenici, un grup de ucenici ai lui Isus, dar în conformitate cu datele de exegeză din lucrările sale nu este un martor ocular mai înainte de anul înălțării la cer al lui Isus.
Dacă se acceptă că Luca este autorul evangheliei ce-i poartă numele și totodată al Faptelor Apostolilor, unele detalii ale vieții sale personale pot fi deduse din context. În timp ce se exclude pe sine însuși dintre cei care erau martori oculari al 'ministerului lui Isus', în mod repetat folosește cuvântul "noi" în descrierea misiunilor Pauline în Faptele Apostolilor, indicând că el era personal acolo în acel timp.
O dovadă similară este că Luca era găzduit în Troa, statul provinciei care include ruinele Troiei antice, unde scrie în Fapte la persoana a treia despre Pavel și călătoriile lui până ei ajung la Troa, unde comută la persoana întâi și la plural. Acestă secțiune cu "noi" din Fapte continuă până grupul pleacă din Filippi, când scrierea lui revine la persoana a treia. Această schimbare are loc din nou când grupul se întoarce la Filippi. Există trei "secțiuni cu noi" în Fapte, toate urmând această regulă.
După martiriul Apostolilor Petru și Pavel la Roma în jurul anului 66 d.Hr., Luca propovăduiește Evanghelia de-a lungul Galiei, Italiei, Dalmației, Macedoniei și Greciei. Aflat la vârsta de 84 de ani în orașul Teba din Boeotia, Luca suferă martiriul pentru credința în Hristos fiind spânzurat de un măslin. Conform istoricului din secolul al XVIII-lea Edward Gibbon, creștinii primari (jumătatea a doua a secolului II d.Hr și prima jumătate a secolului III d.Hr.) credeau ca fuseseră martirizați doar Sf. Petru, Sf. Pavel și Sf. Iacov (fiul lui Zebedei). Restul martirizărilor apostolilor sau chiar toate dintre ele sunt neconfirmate istoric.
În timpul cruciadelor, moaștele Sfântului Luca au ajuns la Padova (Italia) și de atunci sunt păstrate în biserica Sf. Iustina, cu excepția craniului, care a fost dus la Catedrala Sf. Vitus din Praga în 1354 d.Hr., prin ordin al împăratului Carol IV.
Apostolul Luca a lăsat drept relicve opt cadavre și nouă cranii.

## Legenda „Luca o pictează pe Sf. Maria”
Potrivit unei legende, Luca ar fi pictat-o pe Sfânta Maria de mai multe ori. „Luca o pictează pe Sf. Maria” a constituit în ultimele sute de ani tema a numeroase tablouri (El Greco, Derick Baegert, Jan Gossaert, Maarten van Heemskerck, Niklaus Manuel, Rogier van der Weyden ș.a.).
La Mănăstirea Kykkos din Cipru există un tablou atribuit evanghelistului Luca, în care ar fi înfățișată Sf. Maria.

## Galerie de imagini

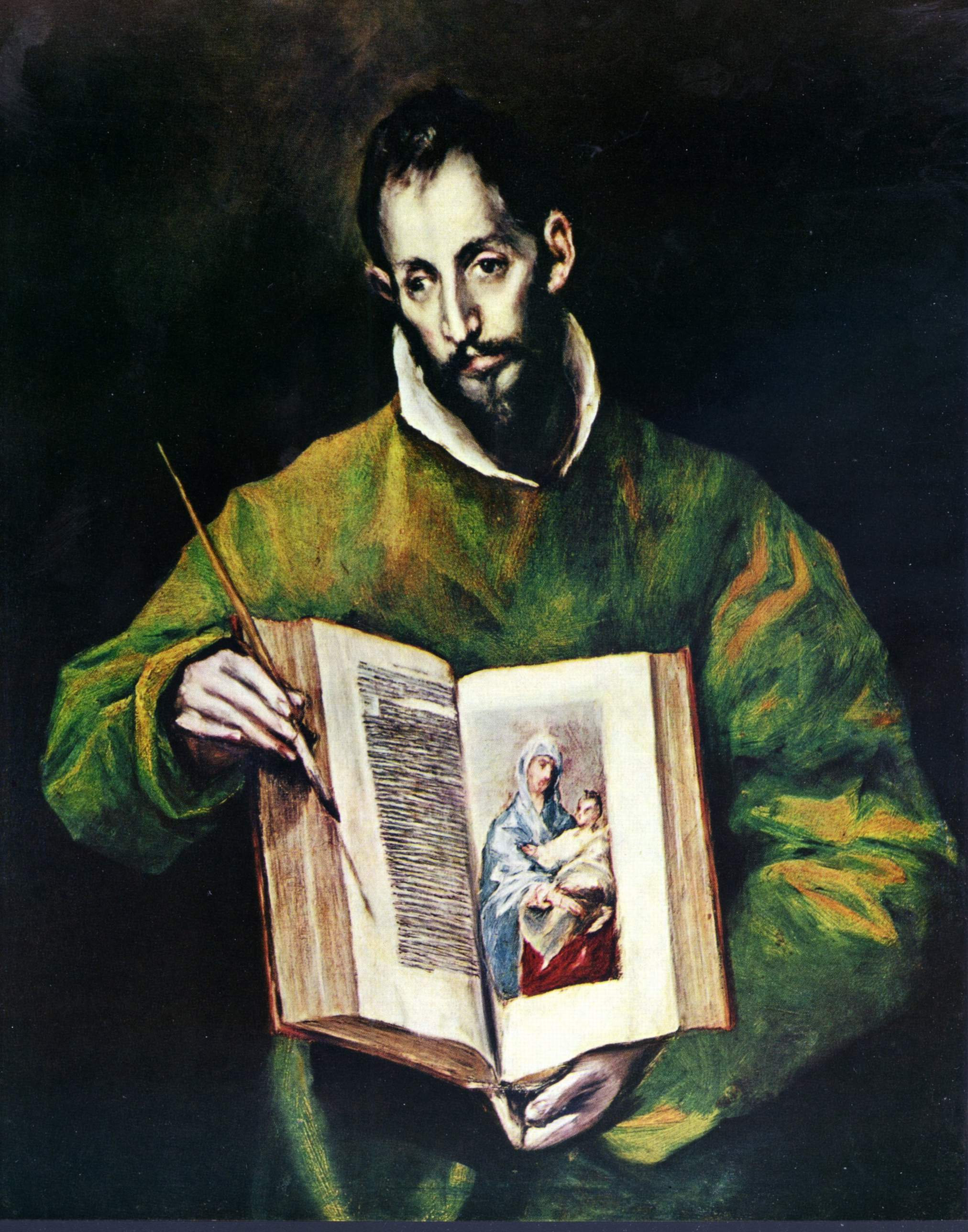
El Greco: Doctorul Luca pictând pe Sf. Maria
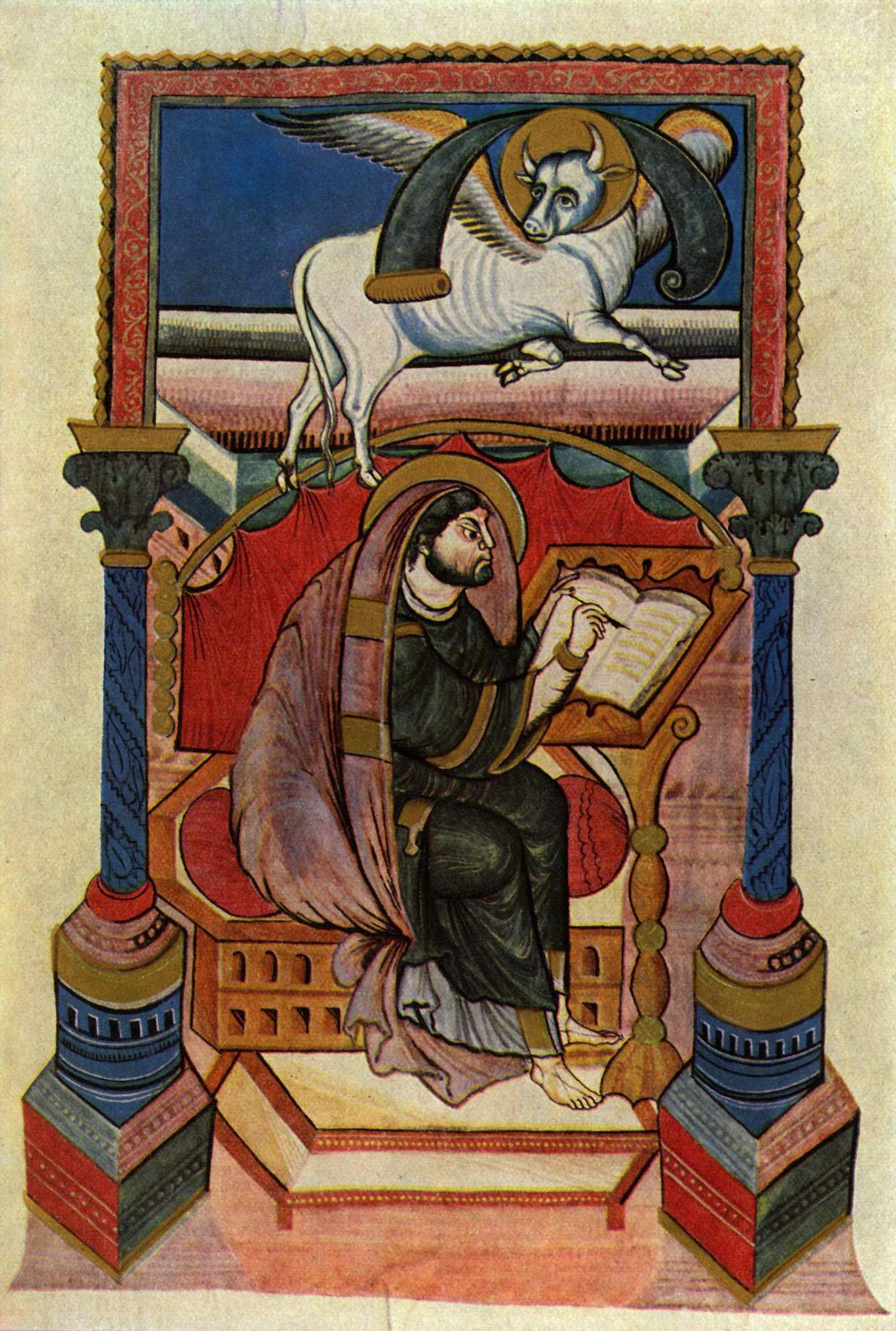
Frontispiciu din Evangeliari de Fulda (cca. 840)
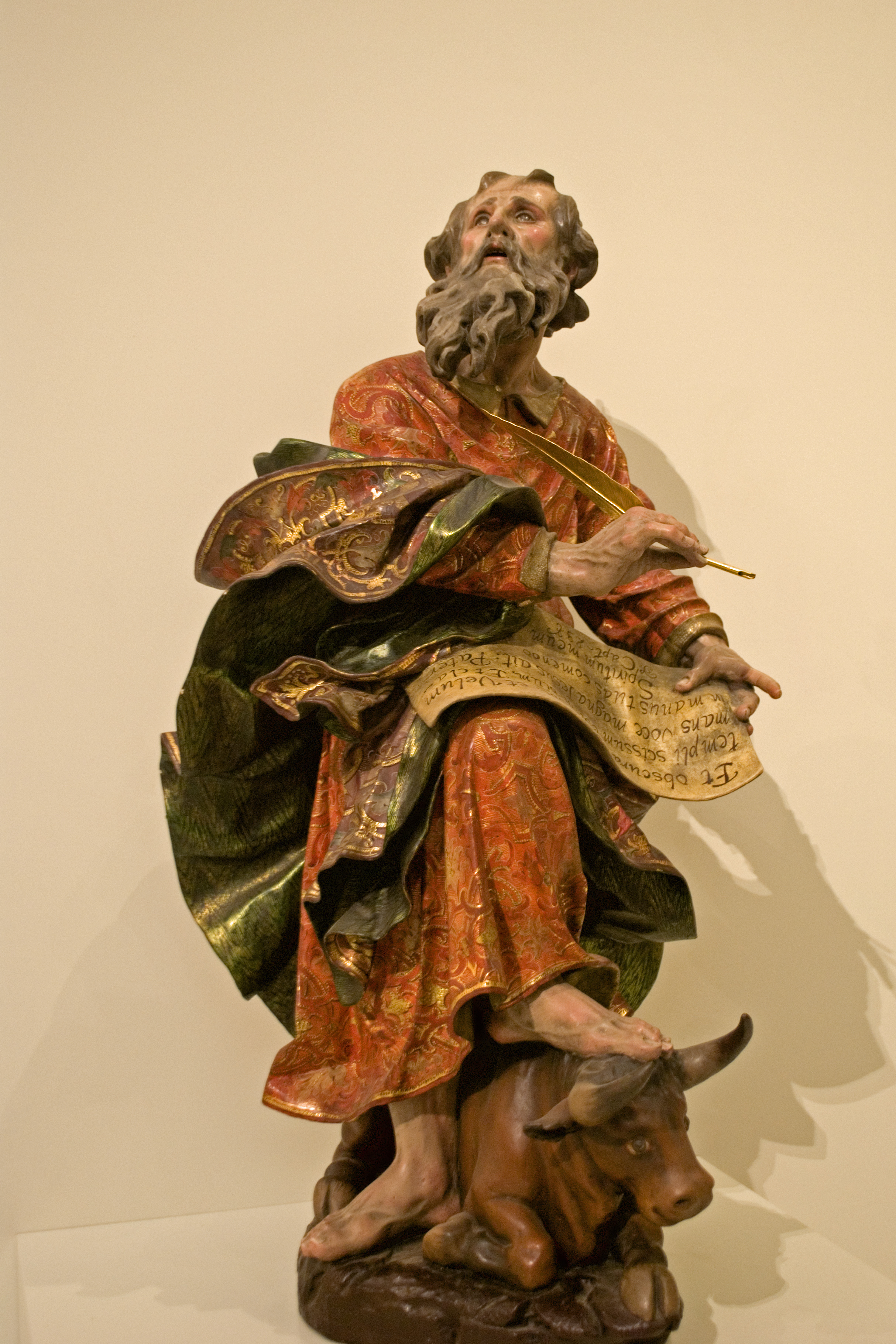
Talla de Francisco Ruiz Gijón (1695-1700); Sevilia